# Badminton-Juniorenozeanienmeisterschaft 2013
Die Badminton-Juniorenozeanienmeisterschaft 2013 fand vom 22. bis zum 27. April 2013 in Papeete in Französisch-Polynesien statt. An den ersten drei Tagen wurde ein Teamwettbewerb ausgetragen, an den restlichen vier Tagen fünf Einzelwettbewerbe.

## Austragungsort
- Universität Französisch-Polynesien, Punaauia, Papeete, Tahiti

## Sieger und Platzierte
| Disziplin    | Gold                              | Silber                            | Bronze                         |
| ------------ | --------------------------------- | --------------------------------- | ------------------------------ |
| Herreneinzel | Daniel Guda                       | Rémi Rossi                        | Dylan Soedjasa                 |
| Herreneinzel | Daniel Guda                       | Rémi Rossi                        | Pit Seng Low                   |
| Dameneinzel  | Joy Lai                           | Natasha Sharp                     | Rayna Philipps                 |
| Dameneinzel  | Joy Lai                           | Natasha Sharp                     | Rebecca Goddard                |
| Herrendoppel | Dylan Soedjasa Daniel Yin-Hai Lee | Antoine Beaubois Rémi Rossi       | Jacob Morgon Elliott Pike      |
| Herrendoppel | Dylan Soedjasa Daniel Yin-Hai Lee | Antoine Beaubois Rémi Rossi       | William Liang Tang Huaidong    |
| Damendoppel  | Kaitlyn Mcleod Rayna Philipps     | Alyse Derby Rebecca Goddard       | Joy Lai Natasha Sharp          |
| Damendoppel  | Kaitlyn Mcleod Rayna Philipps     | Alyse Derby Rebecca Goddard       | Miriau Prununosa Kahaia Salmon |
| Mixed        | Anthony Joe Joy Lai               | Daniel Yin-Hai Lee Rayna Philipps | Pit Seng Low Melinda Sun       |
| Mixed        | Anthony Joe Joy Lai               | Daniel Yin-Hai Lee Rayna Philipps | Daniel Guda Natasha Sharp      |
| Mannschaft   | Australien                        | Neuseeland                        | Französisch-Polynesien         |